# 1977 au théâtre
| Années du théâtre : 1974 - 1975 - 1976 - 1977 - 1978 - 1979 - 1980    |
| Décennies du théâtre : 1940 - 1950 - 1960 - 1970 - 1980 - 1990 - 2000 |

Cet article présente les faits marquants de l'année 1977 au théâtre.

## Pièces de théâtre publiées
- Transit, adaptation française de Just wild about Harry de Henry Miller, éditions Stock.

## Pièces de théâtre représentées
- 17 janvier : Les Parents terribles de Jean Cocteau, mise en scène Jean Marais,Théâtre Antoine à Paris
- 24 février : Transit d'après Henry Miller, mise en scène de François Joxe, Théâtre national de Chaillot (Salle Gremier)
- Le Faiseur d'Honoré de Balzac, mise en scène Jean Le Poulain, Théâtre de l'Atelier
- 25 octobre :L'Éden Cinéma de Marguerite Duras, mise en scène Claude Régy, Théâtre d'Orsay

## Naissances
- Marion Aubert, actrice et dramaturge française.
- 8 décembre : Karin Bernfeld, autrice dramatique et comédienne française.

## Décès
- 18 janvier : Yvonne Printemps, soprano lyrique et une actrice dramatique française (°1894)
- 24 janvier : Vardan Ajemian, metteur en scène et directeur de théâtre arménien, (° 4 juin 1905)
- 26 février : Pierre Valde, metteur en scène français (°1907)
- 5 avril : Iouri Zavadski, metteur en scène soviétique (°1894)
- 16 avril : Henri Nassiet, acteur français (°1895)
- 26 juin : Sergueï Lemechev, chanteur d’opéra russe (°1902)
- 29 septembre : Jean Marsan, auteur de théâtre français (°1820)
- 18 novembre : Victor Francen, acteur belge (°1888)